# Catherine Claidat-Faure
Catherine Claidat-Faure (ur. 30 stycznia 1966) – francuska siatkarka, grająca na pozycji przyjmującej. W latach 1980–1995 rozegrała 320 meczów w reprezentacji Francji.
Występowała m.in. w Racing Club de France, Asnières Volley 92 oraz Volley Ball Club Riom Auvergne, zdobywając sześć Mistrzostw Francji.

## Sukcesy klubowe[4]
Mistrzostwo Francji:
- 1987, 1988, 1989, 1990, 1993, 1994, 1997
- 1995, 1996

Puchar Francji:
- 1988, 1990, 1995

Puchar Europy Zdobywczyń Pucharów:
- 1996, 1997